# Disperis ciliata
Disperis ciliata är en orkidéart som beskrevs av Jean Marie Bosser. Disperis ciliata ingår i släktet Disperis och familjen orkidéer. Inga underarter finns listade i Catalogue of Life.